# Martinské hole
Martinské hole, également nommée Winter park Martinky, est une petite station de ski située près de Martin dans la région de Žilina, dans le nord-ouest de la Slovaquie.
Le domaine skiable a été développé sur les pentes du mont Krížava (1 451 m).